# Wilhelm Weitbrecht

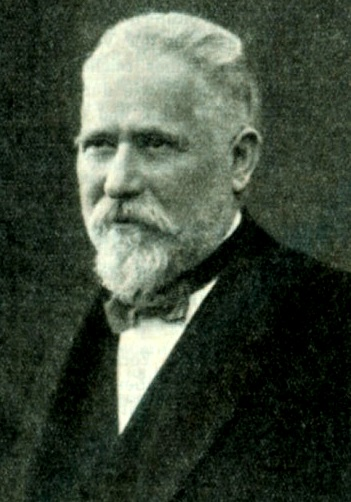
Wilhelm Weitbrecht

Wilhelm Weitbrecht (* 2. April 1860 in Esslingen am Neckar; † 11. Dezember 1931 in Stuttgart) war ein deutscher Geodät und Hochschullehrer an der württembergischen Fachschule für Vermessungswesen in Stuttgart.

## Leben und Wirken
Nach seiner württembergischen Staatsprüfung für Feldmesser im Jahr 1880, trat Weitbrecht als Assistent für geodätische Übungen in die Geometerfachschule der Stuttgarter Baugewerkeschule ein. Parallel dazu absolvierte er an der Technischen Hochschule Stuttgart ein Studium der Geodäsie. Anschließend wurde er zunächst zum Dozenten an der Geometerschule berufen und schließlich 1893 dort zum Professor und Hauptlehrer für praktische Geometrie ernannt.

## Werke (Auswahl)
- Taschenbuch zum Abstecken der Kurven an Straßen und Eisenbahnen, Leipzig: Kröner 1924.
- Lehrbuch der Vermessungskunde, Stuttgart: Konrad Wittwer 1910.
- Ausgleichungsrechnung nach der Methode der kleinsten Quadrate (= Sammlung Göschen 302), Leipzig: Göschen 1906.
- Praktische Geometrie, Leitfaden für den Unterricht an technischen Lehranstalten sowie für die Einführung von Landmessereleven in ihren Beruf und zum Gebrauch für praktisch tätige Techniker und Landwirte, Stuttgart: Konrad Wittwer 1906.
- Ueber die Ausbildung der Geometer in Württemberg, in: Zeitschrift für Vermessungswesen XIX (1890), S. 65–79 (archive.org).